# Referendum v Abcházii (2016)
Dne 10. července 2016 zorganizovala Abcházie, jež je de-facto nezávislá, většinou států světa neuznaná republika, referendum v otázce, zdali se mají konat předčasné prezidentské volby.
Referendum vyhlásil dekretem sám prezident Raul Chadžimba dne 1. července 2016 ještě před vypršením lhůty, do kdy ho měl ze zákona vyhlásit, neboť už v březnu shromáždila opozice dostatečný počet hlasů pod petici za vyhlášení tohoto referenda. Prezident tak učinil i přes svůj osobní nesouhlas, neboť měl podezření, že opozici jde o odmítnutí referenda ze strany státních autorit, aby vyvolala v následujícím období nepokoje.

## Výsledky referenda
Referendum skončilo nakonec velkou blamáží, neboť se ho zúčastnilo pouhých 1 628 voličů, z nichž těsná většina hlasovala proti. Volební účast dosáhla pouze 1,23 % oprávněných voličů, což znamená, že obyvatelstvo referendum převážně ignorovalo. Z tohoto důvodu bylo referendum ústřední volební komisí prohlášeno za neplatné.
| Odpověď                         | Hlasy | %      |
| ------------------------------- | ----- | ------ |
| Ano                             | 750   | 46,07  |
| Ne                              | 761   | 46,74  |
| Neplatné hlasy                  | 117   | 7,19   |
| Celkový počet odevzdaných hlasů | 1 628 | 100,00 |
| Počet hlasujících               | 1 628 | 1,23   |

## Důsledky referenda
Po zveřejnění výsledků vydal prezident Chadžimba prohlášení, kde označil otázku, zda se mají v Abcházii konat předčasné prezidentské volby, pro abchazskou společnost jednoznačně irelevantní. Na následné tiskové konferenci označil referendum za frašku a nízkou volební účast odůvodnil ne bojkotem, ale nedůvěrou obyvatel v osoby, jež od začátku o konání referenda usilovaly, neboť opozice v předchozích měsících tvrdila, že vláda konání referenda neumožní a vyzývala společnost k akci, ale pak den před referendem vyzývala obyvatele, aby k volebním urnám nešli. Prezident Chadžimba též slíbil, že pachatelé útoku proti budově ministerstva vnitra Abcházie z 5. července, budou potrestáni. Vyjádřil politování nad množstvím peněz vynaložených na konání referenda a slíbil, že se podobné akce podrývající stabilitu republiky Abcházie nebudou opakovat.